# مونتانو آنتیلیا
مونتانو آنتیلیا (به ایتالیایی: Montano Antilia) یک کومونه در ایتالیا است که در استان سالرنو واقع شده‌است.

## خصوصیات
مونتانو آنتیلیا ۳۳٫۴ کیلومترمربع مساحت و ۲٬۰۰۲ نفر جمعیت دارد و ۷۰۰ متر بالاتر از سطح دریا واقع شده‌است.